# E-Motion (album)
E-Motion è il terzo album in studio del gruppo musicale italiano Miraspinosa, pubblicato nel 2003, prodotto dall'etichetta My Real Sound e distribuito da Audioglobe.

## Tracce
1. Silk
2. Tired
3. Rain fall
4. Funny trip
5. 04 a.m.
6. Frantic
7. Shy
8. Coming down
9. Not afraid
10. Blue